# Baracs János
Baracs János (Budapest, 1953. január 26. –) magyar zenész, basszusgitáros, zeneszerző.

## Életpályája
Budapesten született, 1953. január 26-án. A Kazinczy utcai Általános Iskolába járt, 1966-ban itt alakította meg első iskolai zenekarát. Középiskoláit a 22. számú MÜM Ipari Szakközépiskolában és a Vasutas Zenei Gimnáziumban végezte. Ebben az időszakban A Yellow Birds illetve a Syncom tagja volt. A Woods együttesben énekesként működött, majd a Continental együttesben együtt zenélt mások mellett Rusznák Ivánnal, 1972-ben a Tűzkerékben Radics Bélával. Ezután a Kex együttesben folytatta, akikkel az Egyetemi Színpadon is fellépett. A Kex feloszlása után abba akarta hagyni a zenélést, eladta a gitárját is, de visszahívták a Woods együttesbe, akikkel a Budai Ifjúsági Parkban szerepelt és balatoni hajókon is muzsikált. 
A Woods együttes ügyeit intézte az ORI-ban, amikor valakitől hallotta, hogy a Galácz Lajos kilép a Neotonból, abbahagyja a zenélést. Felesége biztatta, hogy hívja fel Pásztor Lászlót, de ő Jakab Györgyöt régebbről ismerte, így vele beszélt. Pásztornál találkoztak, aki arra kérte tanulja meg az éppen futó Neoton dalokat, mert ha őt választják, akkor velük másnap a színpadra kell állni. Pásztor az ORI-ba hívta egy találkozóra, és két nap múlva a sikeres közös próbát követően már ő lett a Neoton új basszusgitárosa. 1978. február 16-án egy pécsi koncerten debütált a Neoton tagjaként és itt játszott 1990-ig. 
A Neoton kettéválása után Csepregi Évával és Végvári Ádámmal az Éva-Neotonban folytatta, kiegészülve két vokalistával: Rajcs Renátával és Schäffer Edinával. 1994-ben Végvári Ádámmal és Lukács Ákossal megalakították az Ádám's Family nevű együttest, A formációnak Hírek címmel jelent meg albuma. 2005-től a Neoton Família Sztárjai zenekar tagja. A stúdiókban a felevételek alkalmával zenei rendezőként is tevékenykedik, zeneszerzéssel és szövegírással is foglalkozik.

## Szerzeményeiből
- Baracs János – Bardóczi Gyula – Hatvani Emese: Jobb lenne, ha táncolnánk (Zoltán Erika)
- Baracs János – Hatvani Emese: Medve táncdal (Neoton Família)
- Baracs János – Bardóczi Gyula – Jávor Andrea: Minek ez a cirkusz? (Neoton Família)
- Baracs János – Végvári Ádám – Csepregi Éva: Minden megoldás érdekel[4] (Éva-Neoton)
- Baracs János – Végvári Ádám – Csepregi Éva: Végre itt vagy (Éva-Neoton)
- Baracs János – Végvári Ádám – Csepregi Éva: Kedvenc dalom (Éva-Neoton)
- Baracs János – Végvári Ádám – Csepregi Éva: Zöld dollár (Éva-Neoton)
- Baracs János – Végvári Ádám – Pa-dö-dő: Szédült éjjel (Pa-dö-dő)
- Baracs János – Csemer Géza – Pa-dö-dő, Móka: Néha sírni kell (Pa-dö-dő)
- Baracs János – Pa-dö-dő, Hurka: Szép az élet (Pa-dö-dő)
- Baracs János – Pa-dö-dő: Munkadal  (Pa-dö-dő)

## Díjai, elismerései
- 1985 – ORI Nívódíj (megosztva a Neoton Família tagjaival)
- 2018 – Story Érték-díj – legenda kategóriában (megosztva a Neoton Família együttes tagjaival)